# Островець (Лодзинське воєводство)
Островець (пол. Ostrowiec) — село в Польщі, у гміні Коцежев-Полудньовий Ловицького повіту Лодзинського воєводства.
Населення — 118 осіб (2011).
У 1975-1998 роках село належало до Скерневицького воєводства.

## Демографія
Демографічна структура станом на 31 березня 2011 року:
|          | Загалом | Допрацездатний вік | Працездатний вік | Постпрацездатний вік |
| -------- | ------- | ------------------ | ---------------- | -------------------- |
| Чоловіки | 63      | 13                 | 41               | 9                    |
| Жінки    | 55      | 6                  | 35               | 14                   |
| Разом    | 118     | 19                 | 76               | 23                   |